# Palisade
Palisade (fra latin palus, dansk pæl, skansepæl) er en forskansning, hvor pæle, der er tilspidset i toppen, er rammet ned i jorden - ofte på skrå - tæt sammen som en mur eller et hegn. Palisader kendes i alle verdensdele som forsvar eller indhegning.
Palisader kan anlægges på flad jord eller på høje steder som bakketoppe eller højderygge. Jordvolde kan også opføres med palisader øverst, som de har været brugt på trelleborgene og på de tidligste dannevirker. Der kan graves voldgrave foran palisaden som yderligere beskyttelse.
Særligt romerne var kendt for at bruge palisader på felttog, hvor legionerne på få timer kunne oprette en sikker lejr omkranset af palisader. Senere overtoges romernes praksis bl.a. af vikingerne. Palisaderne havde til formål at standse en fjende og muliggøre et modangreb. Man kombinerede ofte palisaderne med andre fæstningsværker. Palisaderne mistede deres betydning i takt med nye våbenarters indførelse, men har været anvendt i krig i det 20. århundrede. 
Mobile værn som spanske ryttere og tjekkiske pindsvin er en form for præfabrikeret palisade og er stadig i brug.    